# Freemacs
 (novembre 2020).
Si vous disposez d'ouvrages ou d'articles de référence ou si vous connaissez des sites web de qualité traitant du thème abordé ici, merci de compléter l'article en donnant les références utiles à sa vérifiabilité et en les liant à la section « Notes et références ».
Freemacs est un éditeur de texte de la famille Emacs et adapté pour FreeDOS. Développé par Russ Nelson dans les années 1980, Freemacs est aujourd'hui distribué sous la licence GNU GPL.

## Caractéristiques techniques
Russ Nelson développa Freemacs en assembleur. Il est également l'auteur de MINT, un interpréteur de chaînes de caractères basé sur TRAC, et qui confère à Freemacs toutes les caractéristiques d'un langage d'extension comme avec Elisp. MINT est un acronyme récursif qui signifie en anglais « MINT Is Not TRAC » (littéralement, « MINT n'est pas TRAC »).